# 金丸龍之介
金丸 龍之介（かなまる りゅうのすけ、1939年8月31日 - ）は、日本の内科医。専門は、癌化学療法、分子生物学。医学博士。

## 経歴
長野県長野市生まれ。1958年、長野県長野高等学校卒業。1964年、東北大学医学部卒業後、東北大学抗酸菌病研究所癌化学療法部門（教授 斎藤達雄）に入局。1970年から1973年まで、米国Baylor医科大学薬理学教室に留学（教授 Harris B. Busch）。1982年、抗酸菌病研究所臨床癌化学療法部門助手。1991年、同部門教授。1998年から2001年まで、東北大学加齢医学研究所（旧抗酸菌病研究所）附属病院院長。2003年、東北大学名誉教授。
日本癌学会評議員、日本癌治療学会会長・監事、日本内科学会評議員、日本消化器学会評議員、日本DDS学会評議員、日本緩和医療学会評議員、日本遺伝子治療学会評議員、日本化学療法学会評議員、日本臨床血液学会評議員、日本消化器病発生学会評議員、日本胃癌学会評議員などを歴任。

## 参考資料
- 艮陵同窓会百二十年史、東北大学医学部艮陵同窓会（1998年）
- 金丸龍之介教授業績集、東北大学加齢医学研究所 腫瘍制御部門癌化学療法研究分野（2003年）